# نجابولو ندلوفو
نجابولو ندلوفو (29 ديسمبر 1994 بسوازيلاند - ) هو لاعب كرة قدم سوازيلندي في مركز الوسط. شارك مع منتخب سوازيلاند لكرة القدم. أما مع النوادي، فقد لعب مع نادي إمبابان سوالوز.

## روابط خارجية
- نجابولو ندلوفو على موقع قاعدة بيانات كرة القدم.إي يو (الإنجليزية)
- نجابولو ندلوفو على موقع ناشيونال فوتبول تيمز (الإنجليزية)
- نجابولو ندلوفو على موقع Soccerway.com (الإنجليزية)